# لشکر بیست و یکم مسلح کوهستان اس‌اس اسکاندربک
لشکر بیست و یکم مسلح کوهستانی اس‌اس اسکندربیگ (یکم آلبانیایی) (به آلمانی:21. Waffen-Gebirgs-Division der SS „Skanderbeg“ (albanische Nr. 1)) یکی از لشکرهای وابسته به وافن اس‌اس در جنگ جهانی دوم بود.

## فرماندهان
- آوگوست اشمیدهوبر